# Linda Teuteberg
Linda Teuteberg (née le 22 avril 1981 sous le patronyme Linda Merschin à Königs Wusterhausen) est une avocate et femme politique allemande membre du Parti libéral-démocrate (FDP). Elle est députée au Bundestag depuis 2017. Elle est également élue au comité exécutif fédéral du FDP.
De 2009 à 2014, elle est députée au parlement régional du Brandebourg. Elle est secrétaire générale du FDP entre avril 2019 et septembre 2020 et présidente de la section brandebourgeoise de 2019 à 2021.

## Biographie
Elle étudie le droit et l'économie à l'Université de Potsdam en tant que boursière de la Fondation académique nationale allemande. Pendant et après ses études, elle travaille assistante de recherche aux chaires de droit public et de droit pénal de l'Université de Potsdam.
Linda Teuteberg termine ses études de droit par un stage à la Cour d'appel de Berlin et réussit l'examen d'assesseur en 2013. Elle est embauchée par le ministère fédéral de l'Éducation et de la Recherche et siège au barreau.
Teuteberg est membre du conseil consultatif de ProSiebenSat.1 Media depuis février 2022.

## Politique
Linda Teuteberg est élue au parlement du Land de Brandebourg via la liste d'État en septembre 2009. Pendant la campagne électorale, elle est soutenue par Hans-Dietrich Genscher.
Au Bundestag, elle siège à la commission des affaires intérieures et comme suppléante à la commission du budget. De 2018 à 2021, elle est porte-parole de son groupe parlementaire sur les questions de politique migratoire.

## Autres engagements
Linda Teuteberg est vice-président de l'association Contre l'oubli - Pour la démocratie, dont le but est de renforcer la démocratie et de lutter contre les crimes nazis et les injustices du régime du Parti socialiste unifié d'Allemagne en RDA et vice-présidente de la Deutsche Gesellschaft, une association fondée en 1990, pour la promotion de la politique, les relations culturelles et sociales en Europe.
Linda Teuteberg est élue vice-présidente de la Fondation Ludwig Erhard en novembre 2020.
Le synode d'État de l'Église évangélique de Berlin-Brandebourg-Silésie Haute-Lusace désigne Teuteberg comme représentante au niveau fédéral en 2021.
Depuis mai 2022, elle est membre de la Commission Éducation et Démocratie de la Fondation Hertie, fondation à but non lucratif dont l'objet est le financement de recherches sur le fonctionnement du cerveau et la maladie d'Alzheimer, et d'autre part, le renforcement de la démocratie.